# Kup na Makedonija
La Coppa della Macedonia del Nord (in macedone Купот на Македонија?, Kup na Makedonija) è il secondo torneo calcistico della Macedonia del Nord per importanza dopo la Prva liga. È organizzata dalla Federazione calcistica della Macedonia del Nord.
La competizione inizia alla fine di luglio e vede la partecipazione delle 10 squadre della Prva Liga, oltre ai 20 club della Vtora Liga, la seconda serie nazionale. Il turno è di sola andata. Successivamente il torneo procede ad eliminazione diretta fino alla finale, che si disputa in maggio. Dagli ottavi di finale tutte le gare sono di andata e ritorno, eccetto la finale.

## Albo d'oro
Fonte: RSSSF.

## Vittorie per squadra
| Squadra          | Vittorie | Anni                                                             |
| ---------------- | -------- | ---------------------------------------------------------------- |
| Vardar           | 6        | 1992-1993, 1994-1995, 1997-1998, 1998-1999, 2006-2007, 2024-2025 |
| Rabotnički       | 4        | 2007-2008, 2008-2009, 2013-2014, 2014-2015                       |
| Sloga Jugomagnat | 3        | 1995-1996, 1999-2000, 2003-2004                                  |
| Sileks Kratovo   | 3        | 1993-1994, 1996-1997, 2020-2021                                  |
| Makedonija G.P.  | 3        | 2005-2006, 2021-2022, 2022-2023                                  |
| Teteks           | 2        | 2009-2010, 2012-2013                                             |
| Pelister         | 2        | 2000-2001, 2016-2017                                             |
| Škendija         | 2        | 2015-2016, 2017-2018                                             |
| Brera Strumica   | 1        | 2018-2019                                                        |
| Baškimi          | 1        | 2004-2005                                                        |
| Cementarnica 55  | 1        | 2002-2003                                                        |
| Metalurg Skopje  | 1        | 2010-2011                                                        |
| Pobeda           | 1        | 2001-2002                                                        |
| Renova           | 1        | 2011-2012                                                        |
| Tikveš Kavadarci | 1        | 2023-2024                                                        |